# Boris Nemcov
Boris Jefimovič Nemcov (rus: Борис Ефимович Немцóв; Soči, 9. listopada 1959. – Moskva, 27. veljače 2015.) bio je ruski znanstvenik i liberalni političar, koji je od 1997. do 1998. bio jedan od vicepremijera i najbližih suradnika predsjednika Borisa Jeljcina, da bi 2000.-ih postao jedan od najistaknutijih kritičara i vođa opozicije protiv predsjednika Rusije Vladimira Putina. 
Studirao je fiziku i matematiku. Objavio je više od 60 znanstvenih radova s područja kvantne fizike, termodinamike i akustike. Bio je guverner Nižnjenovgorodske oblasti  (1991.–'97.) na području trećeg grada po veličini u Rusiji. Bio je ministar energetike 1997. Za vrijeme dok je bio jedan od vicepremijera, imao je velike zasluge u uvođenje kapitalističkoga sustava u rusko gospodarstvo, koje je tada bilo u tranziciji.
Nemcov, koji je nakon Euromajdana podržavao ukrajinsku vlast u gušenju separatističke pobune i kritizirao rusko pripajanje Krima, žestoko je optuživao Putinovu vlast za otvoreno sudjelovanje u sukobu. 
Dana 28. veljače 2015. ubijen je hicima iz vatrenog oružja na moskovskoj ulici nedaleko od Kremlja, dok se šetao u društvu 22-godišnje ukrajinske manekenke Ane Durickaje. 